# Jake Vella
Jake Vella M.Q.R. (ur. 21 marca 2009, zm. 30 sierpnia 2024) – maltański triathlonista, aktywista na rzecz praw zwierząt.

## Życiorys
W wieku 4-5 lat Jake zaczął gwałtownie przybierać na wadze, w ciągu kilku miesięcy jego masa ciała wzrosła z 17 do 27 kg. Początkowo przyczyny tego stanu były nieznane, dopiero w 2015, gdy Jake miał 6 lat, zdiagnozowano u niego zespół ROHHAD. Aby przeciwdziałać skutkom choroby i dłużej pozostać aktywnym zaczął trenować triathlon. 
W 2019 otrzymał nagrodę Lovin Malta Social Media Awards w kategorii Most Inspirational Person. Rok później w plebiscycie sportowym Għażliet Sportivi Nazzjonali otrzymał nagrodę w kategorii People’s Choice Award za 2019.. 
Na przełomie czerwca i lipca 2021 roku, w wieku 12 lat, przepłynął w 25-metrowym basenie dystans 100 km w ciągu 20 dni. Stał się tym samym najmłodszym Maltańczykiem, który pokonał ten dystans (z czasem 33 godziny, 15 minut i 39 sekund). 
W 2022 otrzymał nagrodę Bulletproof Most Inspirational athlete of 2021.
Ostatnie 22 miesiące życia spędził w szpitalu Mater Dei, gdzie zmarł 30 sierpnia 2024.

## Aktywizm
Jake Vella organizował zawody pływackie i wydarzenia sportowe z innymi sportowcami, aby zbierać fundusze i zwiększać świadomość na temat porzuconych zwierząt. Na przykład w ramach przepłynięcia w basenie dystansu 100 km czy gdy wraz z triathlonistą Fabio Spiteri przepłynął na otwartym morzu dystans 1,7 km (z Wysp Świętego Pawła do nabrzeża w Buġibba). Wraz z żoną premiera Malty, Lydią Abela, przeprowadzili kampanię świąteczną Rigal bi mħabba b'differenza, namawiając odwiedzających szpitale do przekazywania żywności dla porzuconych zwierząt.
W 2022 i 2023 zorganizował spacery wokół szpitala Mater Dei pod nazwą Paw Walk, połączone ze zbiórką pieniędzy na rzecz Association of Abandoned Animals. 
Brał udział także w innych wydarzeniach zorganizowanych w celu zbiórki funduszy dla organizacji takich jak Puttinu Cares czy Inspire, oraz podczas corocznego telemaratonu L-Istrina.

## Odznaczenia
13 grudnia 2024 został pośmiertnie odznaczony Medalem Służby dla Republiki (Midalja għall-Qadi tar-Repubblika).

## Upamiętnienia
W marcu 2025 minister kultury Owen Bonnici i sekret sekretarz parlamentarny ds. samorządu lokalnego Alison Zerafa Civelli ogłosili, że zostanie otwarty nabór propozycji projektów artystycznych mających na celu uczczenie pamięci Jake’a Velli.
W sierpniu 2025 Maltańska Rada ds. Sektora Wolontariatu (Malta Council for the Voluntary Sector (MCVS) otworzyła w Paoli Centrum Wolontariatu Jake’a Velli mające zapewniać przestrzeń i wsparcie organizacjom wolontariackim działającym głównie południowej części Malty 